# Varnostni ventil
Varnostni ventil je varnostna naprava za zaščito opreme ali objektov pred čezmernim notranje eksplozijsko nastalim pritiskom s pomočjo katere razbremenimo tlak.Eksplozijski ventil razbremeni pritisk od instant odprtja (ali aktiviranja) zaradi česar pritisk pstat doseže preseženo vrednost.
Večje število plošč odprte eksplozije lahko namestite na isto plovilo procesa katerega je treba zaščititi.Eksplozijska odprtina je na voljo v več različicah in sicer:samouničevalna, brez lastnega ponovnega zapiranja in ponovne uporabe s samostojnim ponovnim zapiranjem. 
Eksplozijske varnostne ventile gradijo tako, da morajo imeti ravnotežje nasprotujočih si zahtev "nizko vztrajnostjo" in "visoke trdnosti".Vztrajnost negativno vpliva na učinkovito delovanje eksplozijske odprtine.Visoka trdnost mora prenašati velike sile katere premikajo ventil  odpiranja odzračevalne odprtine in po kateri odvajamo elemente eksplozije.Razkroj ne sme povzročiti razpada delov in jih spreminjati v izstrelke.
Za ocenjevanje učinkovitosti varnostnega ventila in njegove obseg uporabe veljajo pravila. Glej National Fire Protection Association 68, EN 14797.
Med normalnim odzračevanjem je eksplozija prosto prazna, kar pomeni, da je plamen na izhodu iz procesa zaščiten.Ko so zaščitena plovila ali cevi, ki se nahajajo v zaprtih prostorih se kanali na splošno uporabljajo za varno posredovanje eksplozije zunaj stavbe.Vendar imajo delovni kanali slabost in lahko povzročijo zmanjšanje odzračevalne učinkovitosti.Prostorsko odzračevanje v kombinaciji z eksplozijskimi zračniki lahko ugasnejo plamen dovajane eksplozije brez uporabe dragih vodov in ni omejena na lokacijo opreme ali dražje protieksplozijske zaščite.